# فانفان لا تولیپ (فیلم ۱۹۵۲)
فانفان لا تولیپ (به انگلیسی: Fanfan la Tulipe) فیلمی محصول سال ۱۹۵۲ و به کارگردانی کریستین-ژاک است. در این فیلم بازیگرانی همچون ژرار فیلیپ، جینا لولوبریجیدا، مارسل اران، نوئل روکور، آنری رولان، نریو برناردی، لوسین کالامان، اولیویه هوسنو و ژنویو پژ ایفای نقش کرده‌اند. فیلم فانفان لا تولیپ محصول سال ۲۰۰۳ بازسازی این فیلم می‌باشد.